# 조니 도렐리

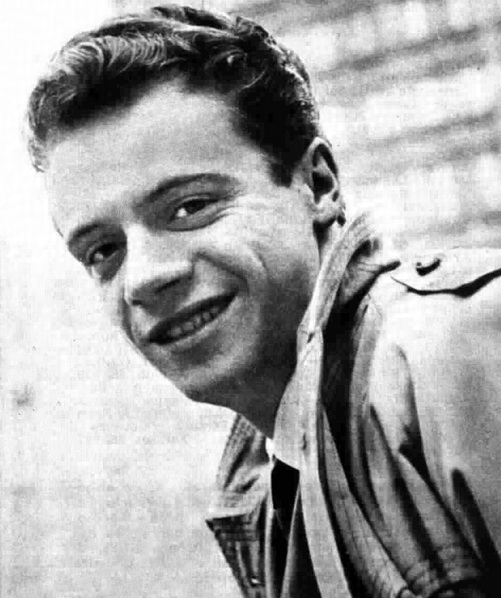
1958년

조니 도렐리(Johnny Dorelli, 본명: Giorgio Guidi, 1937년 2월 20일 ~ )는 이탈리아의 배우, 가수, 텔레비전 방송 진행자이다.
남이탈리아의 메다에서 왕년의 명가수 니노 다우렐리오의 아들로 태어났다. 어릴 때 뉴욕으로 이주하여 그 곳 음악학교에서 배웠다. 파시 페이스의 인정을 받다, 브로드웨이 또는 영화에 시나트라 등과 함께 출연하기도 하였다. 귀국 후에는 1958년과 1959년에 계속하여 산 레모 페스티벌에 출전하여 <보라레>, <차오 차오 반비나> 등을 불러 우승하였다. 미국에서 자랐기 때문에 비교적 이탈리아의 체취가 없으며, 자연스러운 매력과 훌륭한 노래솜씨로 인기가 높은 베테랑 가수. 산 레모에는 일곱 번 출전하였으며 1967년에는 <눈물에 피는 꽃>을 불러 관심을 모았다.